# Heraclia meridionalis
Heraclia meridionalis är en fjärilsart som beskrevs av Sergius G. Kiriakoff 1955. Heraclia meridionalis ingår i släktet Heraclia och familjen nattflyn. Inga underarter finns listade i Catalogue of Life.